# 荻野恒一
荻野 恒一（おぎの こういち、1921年6月19日 - 1991年10月15日）は、日本の医学者・精神科医。専門は精神病理学。南山大学文学部教授、金沢大学教育学部教授、慶應義塾大学客員教授を務めた。

## 経歴
出生から修学期
1921年、大阪で生まれた。旧制山口高等学校を経て、京都帝国大学医学部医学科に進学。1944年9月に同大学を卒業。
精神医学分野の研究者として
1944年10月、京都帝国大学医学部精神医学教室副手に採用され、実施修練に入った。後に助手、講師昇格。1952年、学位論文『易感性関係妄想の成立機転』で京都大学より医学博士の学位を取得。1953年3月から1955年12月まで、パリ大学医学部精神医学教室にに研究留学。
1956年1月、南山大学文学部教育家助教授に就任、のち教授に昇格。1964年8月から12月まで、パプア・ニューギニアにて精神医学調査を実施。1970年、金沢大学教育学部教授に就任、1973年3月に退任、4月より東京都精神医学総合研究所参事研究員(1981年7月～1991年4月は同研究所非常勤研究員)。1982年から1987年まで、慶應義塾大学客員教授として教鞭をとった。
1991年10月15日、肺炎のため死去。

## 研究内容・業績
専門は精神病理学で、特に精神分裂病の臨床と研究にあたった。人間を取り巻く社会や文化状況が与える精神病理にパプア・ニューギニアの調査を通して関心を持つようになり、文明と伝統文化の間で引き起こされる摩擦の問題に対しても目を向けていった。

## 著書

### 著書
- 『精神病理学入門』誠信書房 1964
- 『苦悩と不安』川島書店(ヒューマン選書) 1969
- 『現存在分析』紀伊国屋新書 1969
- 『文明と狂気：精神病はなにを語るか』講談社現代新書 1969
- 『ドストエフスキー 芸術と病理』金剛出版(パトグラフィ双書) 1971
- 『現象学的精神病理学』医学書院 1973
- 『精神病理学研究』(全2巻)誠信書房 1974,1977
- 『苦悩と不安の現象学』川島書店 1975
- 『文化精神医学入門』星和書店 1976
- 『過疎地帯の文化と狂気：奥能登の社会精神病理』新泉社 1977
- 『「状況」の精神病理』弘文堂 1978
- 『故郷喪失の時代』北斗出版 1979
- 『こころの医学』サイエンス社(サイエンス叢書) 1979
- 『人間の精神病理はどこからくるか』大和書房 1980
- 『分裂病の時代』朝日出版社 1980
- 『「文化摩擦」と精神病理』新曜社 1981
- 『嫉妬の構造』紀伊国屋書店 1983
  - 文庫化 現代教養文庫
- 『現代を病むこころ 文明の発達と人類の未来』有斐閣選書R 1984
- 『現象学と精神科学』世界書院 1988

### 共編著
- 『臨床社会心理学の基礎』(現代人の病理 5) 相場均・南博共編、誠信書房 1975
- 『分裂病の精神病理4』編、東京大学出版会 1976
- 『人間学的精神療法』大橋一恵・山中康裕共著、文光堂(サイコセラピー・シリーズ) 1977
- 『文化と精神病理』編、弘文堂 1978
- 『カルチュア・ショックと日本人：異文化対応の時代を生きる』星野命共編、有斐閣選書 1983

### 翻訳
- 『精神病と神経症』アンリ・バリュック（フランス語版）著、村上仁・杉本直人共訳、白水社(文庫クセジュ) 1954
- 『精神分析の理論と実際』ダニエル・ラガーシュ（英語版）著、大橋博司・木村定共訳、白水社(文庫クセジュ) 1957
- 『夢と実存』ルートヴィヒ・ビンスワンガー著、みすず書房 1960
- 『嫉妬の心理』G・デルピエール著、杉田英一郎共訳、中央出版社 1961
- 『現象学的人間学：講演と論文』(第1) ビンスワンガー著、宮本忠雄・木村敏共訳、みすず書房 1967
- 『石器時代の危機』B・G・バートン=ブラッドレー著、星和書店 1979
- 『サイコドラマ：精神分析的アプローチ』B・サミュエル＝ラジュネス（フランス語版）他、久世順子共訳、誠信書房 1981
- 『HTP診断法[4]』J・N・バック著、加藤孝正共訳、新曜社） 1982
- 『夢と実存』L・ビンスワンガー, フーコー著、中村昇・小須田健共訳、みすず書房 1992

## 荻野恒一に関する資料
- 「出会いとまよい：荻野恒一論 1」『哲学』94, 1993年, 25-46頁 (年譜あり).PDF

## 関連人物
- 村上仁
- 笠原嘉
- 宮本忠雄
- 木村敏
- 安永浩
- 中井久夫
- 藤縄昭